# Olga Costa
Olga Costa, nombre artístico de Olga Kostakowsky Fabricant (Leipzig, Alemania, 28 de agosto de 1913 - Guanajuato, Guanajuato 28 de junio de 1993), fue una pintora, promotora cultural y coleccionista alemana nacionalizada mexicana. Trabajó a favor del desarrollo de museos del estado de Guanajuato con su esposo, el pintor mexicano José Chávez Morado.
Su obra pictórica es numerosa, abarcó el periodo de 1936 a 1988 y forma parte de importantes colecciones como la del Banco Nacional de México, la Blaisten y la del Museo de Arte Moderno de la Ciudad de México.
De sus exposiciones individuales destacan: el homenaje del Festival Internacional Cervantino en 1989, la del Museo de Arte Moderno en 1990 y la que se realizó en 2013 en el Instituto Nacional de Bellas Artes para conmemorar el centenario de su nacimiento.
En 1990 recibió el Premio Nacional de Ciencias y Artes en el campo de Bellas Artes.

## Biografía

### Primeros años
Sus padres, Ana Fabricant y Jacobo Kostakowsky, originarios de Odesa, Unión Soviética (hoy Ucrania), emigraron en 1909 a Alemania durante la Primera Guerra Mundial. Vivieron en Leipzig donde nacieron sus dos hijas: Olga y Lya. Posteriormente se trasladaron a Berlín debido a la profesión de su padre, violinista, director de orquesta y compositor . Por su activismo político e ideas socialistas, Jacobo Kostakowsky estuvo en la prisión de Baviera. Cuando le otorgaron la amnistía, la familia decidió emigrar a México. Llegaron el 7 de septiembre de 1925 al Puerto de Veracruz a bordo del barco Espagne. Se establecieron definitivamente en la Ciudad de México.
Los Kostakowsky Fabricant organizaban reuniones semanales en las que participaban músicos, pintores y escritores, por lo que Olga no estuvo ajena a la vida cultural de la época. Ella, a lo largo de su vida, mantendría vínculos amistosos y profesionales con artistas plásticos, escritores, músicos y promotores culturales.

### Estudios
Olga asistió al Colegio Alemán de México hasta tercero de secundaria. Aunque realizó estudios de canto y piano, no continuó con ellos pues se sintió atraída por la obra de Diego Rivera que vio en el Anfiteatro Bolívar de la Escuela Nacional Preparatoria, lugar al que asistía para atender sus estudios de música. Se inscribió en la Escuela Nacional de Artes Plásticas en la Academia de San Carlos (ENAP) en 1933. Uno de sus maestros fue Carlos Mérida. Su estancia en la ENAP fue muy breve, ya que por problemas económicos, dejó sus estudios a cuatro meses de haberlos iniciado para trabajar en una tienda.

### Vida personal y trayectoria profesional
En el taller de litografía dirigido por Emilio Amero, en la ENAP conoció a José Chávez Morado. En 1935 contrajo matrimonio con él, quien años después declararía: 
Tomados de la mano fuimos al encuentro de una vida en común, unimos nuestras pobrezas materiales, pero también nuestras riquezas vitales, exteriores e interiores. Desde que nos conocimos nos hemos ido construyendo uno al otro. Si una pintura mía no la ha visto Olga, yo no la he visto completamente, y lo mismo sucede con esa pintura tan delicada que hace ella, y aunque vemos el mundo pictóricamente de distinto modo, nos completamos.
En 1936, se trasladó a Jalapa, Veracruz, debido a encomiendas profesionales de Chávez Morado. Vivió un año y medio en esta ciudad, donde reinició su actividad artística y su proceso de autoformación como pintora.
En 1940 radicaron en San Miguel de Allende, Guanajuato. Regresaron a la Ciudad de México al año siguiente, donde mantuvieron contacto con el grupo de refugiados españoles y personas que habían llegado a México huyendo de la Segunda Guerra Mundial. Asistieron con frecuencia a un barrio denominado “la pequeña Iberia”, cerca del Monumento a la Revolución.
En 1941 fundó la Galería Espiral junto con Angelina Beloff, Feliciano Peña y Francisco Zúñiga, de la cual fue directora. En ese año diseñó escenografías y vestuarios para el Ballet Waldeen. 
En 1943 participó como cofundadora de la Sociedad de Arte Moderno que, dirigida por Susana y Fernando Gamboa, fue la primera galería que logró montar en México importantes exposiciones como la presentación de la obra de Picasso.
Inés Amor, directora de la Galería de Arte Mexicano, la invitó a preparar su primera exposición individual en 1945. A partir de ese momento participó regularmente en exposiciones individuales y colectivas.
En 1948 se integró a la Sociedad para el Impulso de las Artes Plásticas; que derivó, el año siguiente, en la fundación del Salón de la Plástica Mexicana, institución sucesora de la Sociedad de Arte Moderno, conformada por un grupo de 52 artistas cuyo objetivo era promover el arte mexicano.
Recibió su primer encargo oficial en 1951, que consistió en pintar un óleo de gran formato para el Instituto Nacional de Bellas Artes. El resultado es La vendedora de frutas, que forma parte del acervo del Museo de Arte Moderno de la Ciudad de México. En los años siguientes participó en las primeras exposiciones itinerantes organizadas por el INBA y por el Frente Nacional de Artes Plásticas, que tenían como fin dar a conocer el arte mexicano en diferentes países de Europa y Asia.
En 1952, con mosaicos, realizó su única obra mural, titulada Motivos sobre el agua, en el balneario Agua Hedionda, en Cuautla, Morelos. Se trata de la imagen de una inmensa ola, de la que sale un enorme caracol prehispánico, la cual conjunta el agua, el viento y la tierra. También aparecen unas sirenas que, en lugar de escamas, están cubiertas por flores. En ese año también diseñó azulejos y mosaicos en piedra.
En 1955 vivió una temporada en la ciudad de Guanajuato. En esta época, el paisaje empezó a tomar más importancia en su obra. A partir de 1959 abandonó casi por completo la figura humana como tema, como consecuencia del horror que le produjo la masificación de la sociedad moderna.
Realizó un viaje a Japón en 1964, cuyas influencias se manifestaron en su obra, pues se inspiró en los materiales, la técnica y el estilo pictórico del arte oriental. 
Se estableció definitivamente en la ciudad de Guanajuato en 1966, donde participó con Chávez Morado en la organización del Museo de la Alhóndiga de Granaditas. Vivieron en el municipio de Silao por muchos años. Durante este periodo, Olga Costa regresó a la pintura y produjo pequeños trabajos en óleo y gouache.
En 1975, Olga Costa y José Chávez Morado donaron su colección de piezas prehispánicas al Museo de la Alhóndiga de Granaditas. En 1979 fundaron el Museo del Pueblo de Guanajuato, al cual donaron su colección de pintura de los siglos XVIII, XIX y XX, por lo que recibieron la condecoración El Pípila de Plata. Con parte de la obra que coleccionaron se fundó el Museo Olga Costa-Chávez Morado, en el municipio de Silao, Estado de Guanajuato
El Festival Internacional Cervantino, en su edición XVII (1989), le rindió homenaje a Olga Costa con una muestra retrospectiva de su obra, que abarcó el periodo 1935-1989.
El jurado del Premio Nacional de Ciencias y Artes en el campo de las Bellas Artes, le otorgó en 1990 el reconocimiento a su obra artística y su quehacer cultural.
Falleció en la ciudad de Guanajuato en 1993.

## Valoración de su obra
La obra de Costa se caracteriza por una extensa gama cromática y la integración de elementos de la naturaleza, como plantas, frutas y flores. Entre sus obras destacan los géneros de paisaje, naturaleza muerta y retrato.
Raquel Tibol valora su aporte artístico en las siguientes líneas: “Olga Costa nunca fue dogmática en lo estético ni en lo artístico. Detestaba cualquier regla o teoría que discriminara tendencias y valores en el arte. […] No necesitó de aprobaciones foráneas para descubrir en la producción plástica mexicana atributos muy propios y muy elevados, que muchas veces ni siquiera habían logrado ser reconocidos nacionalmente. Los frutos tropicales fueron el vehículo con el que transitó del arte ingenuo al naturalismo, al esquematismo geométrico y al Neofauvismo. Persiguiendo un refinamiento cromático cada vez mayor, más sugerente, más inventivo”.
Algunas de sus obras forman parte del acervo artístico del Banco de México, FEMSA, el Museo de Arte Moderno de la Ciudad de México y la Colección Blaisten.

## Obra[16]
- Bañistas, gouache, 1936
- Ramillete con fondo azul, gouache, 1936
- Dama verde, gouache, 1936
- Las bañistas, óleo sobre tela, 1936
- Desnudo, temple,1937
- La vedette, óleo sobre tela,1938
- Retrato del Maestro José Chávez Morado, óleo sobre tela, 1939
- La novia, óleo sobre tela, 1941
- Chimenea, 1941, temple sobre papel, 25 x 37 cm, Col. De la Artista*
- El duelo, óleo sobre tela, 1942
- Niño muerto, óleo sobre tela, 1944
- La niña de las palmas, óleo sobre tela, 1944, 85.7 x 66 cm,
- Naturaleza Muerta, óleo sobre tela, 1945, 93 x 72 cm,
- Autorretrato, óleo sobre tela, 1947, 90 x 75 cm, Col. Andrés Blaisten-
- Autorretrato, para Marte R. Gòmez, làpiz grafito s/ papel, 1946, 38.6 x 37.4 cm, Col. Museo Soumaya
- La frondosa, óleo sobre tela, 1948
- Sin nombre, óleo sobre tela, 1948,
- Escena del istmo, técnica mixta, 1950
- Hermanitos, óleo sobre tela, 1950,
- Flor de alcachofa, óleo sobre tela, 1950,
- La vendedora de frutas, óleo sobre tela, 1951, 195 x 245 cm, colección Museo de Arte Moderno
- Tehuana con sandía (Isabel Villaseñor) 1952 óleo sobre tela, 130 x 111 cm-
- Flores, óleo sobre masonite, 1953,
- Pescadores óleo sobre masonite, 1953,
- Macetas, óleo sobre tela, 1954,
- Recuerdos de Silao, óleo sobre masonite, 1954,
- La tormenta, óleo sobre masonite, 1955,
- La barda, óleo sobre tela 1955, Col. Museo del pueblo de Guanajuato
- La valenciana, óleo sobre fibracel, 1955,
- Caserío, óleo sobre tela, 1955,
- Meseta de Piedra, óleo sobre tela, 1956,
- Isla en el aire, óleo sobre masonite, 1956,
- Peregrinos, óleo sobre tela, 1957,
- Sin título, dibujo y tinta, 1960,
- Ofrenda, óleo sobre masonite, 1961,
- Dulces mexicanos, óleo sobre tela, 1961,
- Tetera blanca, óleo sobre tela 1961,
- Nísperos, óleo sobre masonite 1962,
- Retrato de Damián, óleo sobre tela, 1962,
- Nísperos, óleo sobre masonite, 1962,
- Margarita de perfil óleo sobre tela, 1963
- La dama del sweater, óleo sobre masonite, 1963
- Costeña, óleo sobre masonite, 1963
- Tehuanas, óleo sobre masonite, 1963,
- Dos perfiles, óleo sobre papel, 1964,
- Mandarinas, óleo sobre triplay, 1964,
- Los volcanes, óleo sobre papel, 1964
- Gato, óleo sobre papel, 1964,
- Paisaje con cielo crepuscular, óleo sobre papel, 1964
- Cabeza de muchacha, óleo sobre papel, 1964
- Florero azul, óleo sobre masonite, s/fecha.
- Dama enjoyada, plumil y tinta, 1965
- Pescado plateado, tinta y plata, 1965
- Casahuates, óleo sobre papel, 1965
- Hojas secas, tinta y plata, 1965
- Montañas con luna dorada, óleo sobre papel, 1965
- Golden flash, temple y oro, 1965
- Paisaje oriental, óleo y plata, collage, 1965
- Tabachin, óleo sobre papel, 1966
- Pitayas, óleo sobre tela, 1967,
- Después de la cosecha, óleo sobre tela, 1967,
- Cerro de la Bufa, óleo sobre masonite, 1967,
- Frutero con sandía, óleo sobre tela 1968,
- Peregrinos, óleo sobre masonite, 1968,
- Campos labrantíos, óleo sobre masonite, 1968,
- Señal óleo sobre tela, 1969,
- Sandías, óleo sobre tela, 1970,
- Paisaje geométrico, óleo sobre tela, 1970,
- Frutero, óleo sobre tela, 1971,
- Araucaria I, óleo sobre tela, 1971,
- Araucaria II, óleo sobre tela, 1971,
- Tres manzanas, óleo sobre tela 1971,
- Sembradío, óleo sobre tela, 1971,
- Paisaje guanajuatense, La bufa, óleo sobre tela 1971,
- Jardín geométrico, óleo sobre tela, 1971
- Florero verde, óleo sobre tela, 1971,
- Manzanas y duraznos, óleo sobre tela, 1972,
- Árboles entre flores, tinta y acuarela, 1972,
- Jardín, tinta y acuarela, 1971,
- Nochebuenas, óleo sobre tela, 1971, 80 x 100 cm
- Flores rojas, óleo sobre tela 1972,.
- Árbol luminoso, óleo sobre tela, 1972,
- Sin título, óleo sobre tela 1972,
- Follajes, plumil, 1972
- Paisaje en penumbra, plumil, 1972
- Claro en el bosque, plumil, 1972
- Campo al amanecer, tinta, 1972,
- Construcción, crayola, 1972,
- Esferas rojas, plumón sobre papel, 1972, 31 x 24.5 cm
- La construcción,  pastel sobre papel, 1972, 29 x 38 cm
- Cerros parchados, 1973, Litografía acuarelada, 40x 56 cm.
- Jardín, óleo sobre tela, 1973,
- Espigas de zacate, óleo sobre tela, 1973
- Sin título, 1973,
- Jardín con árbol del fraile, óleo sobre tela, 1973,
- La casa azul, óleo sobre tela, 1973,
- Las guayabas, óleo sobre tela, 1973, 75 x 100 cm
- Follajes azules, 1974
- Composición, óleo sobre masonite, 1974, Col. privada
- Óleo sobre tela, 1974, Museo del Pueblo de Guanajuato
- Tronco seco y piedras, tinta china 1974
- Asteroide, tinta china, 1974
- Composición no. 1, plumil, 1974
- Composición no. 2, plumil, 1974
- Composición no. 3, plumil, 1974
- Composición no. 4, plumil, 1974
- Composición no. 6, plumil, 1974
- Caserío vertical, crayola y tinta, 1974
- Grab sik, plumil, 1974
- Esqueleto de nopal, crayola y tinta china, 1974
- Piedra con liquen, tinta china, 1975
- Tres árboles, 1975, tinta china,
- Acantilado, plumil y tinta china, 1975
- Árbol, óleo sobre tela, 1973-76,
- Sembradío, óleo sobre mayatex, 1973-76
- Para flor de mi jardín, óleo sobre tela,  70 x 40 cm, 1976
- Rara flor de mi jardín, óleo sobre tela, 1976,
- Rara flor, óleo sobre papel, 1976
- Gráfica de follajes, crayola, 1976
- Composición no. 7, plumil, 1976
- Dos árboles, óleo sobre tela, 1976,
- El charco, óleo sobre tela, 1977,
- La casa roja, óleo sobre tela, 1977,
- El cerro de Pastita, óleo sobre tela, 1977,
- Los jales, óleo sobre tela 1977,
- Llanura paisaje con sembrado de zempazuchil (SIC) óleo sobre madera, 1977,
- Ventanita iluminada, Técnica mixta, 1977
- Los Mina, óleo sobre mayatex, 1978,
- Paisaje con nubes, óleo sobre tela, 1978,
- Mi jardín, óleo sobre tela, 1979,
- Serranía, óleo sobre tela 1979,
- Laderas, óleo sobre tela 1978-79,
- Flores en blanco y amarillo, óleo sobre tela, 1980
- El Charco, óleo sobre tela, 1980, Col. Fomento Cultural Banamex
- El quelite colorado, óleo sobre tela 1980,
- Casitas y casotas, óleo sobre tela, 1981,
- Sin título, óleo sobre tela, 1981,
- Manzanas, óleo sobre lino, 1981,
- La casa negra, óleo sobre tela, 1981,
- Geranios rojos, óleo sobre tela, 1981,
- Casas azules, óleo sobre tela, 1981,
- Árboles, óleo sobre tela, 1981,
- La bola azul, plumil, 1981,
- Vitral, óleo sobre tela y cartón, 1981
- El jacalón azul, plumil, 1981
- Casa azul, solución gráfica, crayón, 1981
- Bosque, óleo sobre tela,1982,
- Enredadera, óleo sobre tela, 1982,
- Persianas primera versión, óleo sobre masonite, 1982
- Tres naranjitas, óleo sobre tela, 1983
- El volcán, óleo sobre tela, 1982
- Naturaleza muerta con pirulíes, 1983
- Paisaje, óleo sobre tela, 1983
- Naturaleza muerta con cocos, 1987
- Quebraplato azul, 1987
- Retrato de Doña Luz Morado, sin fecha,
- Fronda, óleo sobre tela,
- Árbol en el pantano, óleo sobre tela, s/fecha,
- Macetas colgantes, óleo sobre tela y madera,
- Magnolia, óleo sobre cartón,
- Árbol y flores del campo, óleo sobre tela 121 x 146, Col. del Banco de México
- Corazón egoísta, óleo sobre tela, 67 x 73'
- Danzante, óleo sobre masonite, 80 x 60.
- Diseños geométricos, óleo sobre tela, 38 x 53.5 cm'
- El Charco, óleo sobre tela, 120 x 145 Col. Banco Nacional de México
- Flor de invierno, óleo sobre tela, sin fecha, 30 x 20 cm
- Florero, óleo sobre tela, 35 x 22 cm
- La Presa, óleo sobre tela, 120 x 50 cm Col. Banco de México.
- Lavando en el río, gouache sobre papel 32 x 21 cm